# Gregorio Bertocco
Gregorio Bertocco (Valdagno, 17 maggio 2005) è un pilota automobilistico italiano impegnato nella Ligier European Series.

## Carriera

### Gli Inizi
Nasce il 17 Maggio 2005 a Valdagno, in provincia di Vicenza. Il padre Vinicio è un ex pilota di rally, specializzato in competizioni storiche, con numerose partecipazioni a livello nazionale. Muove i primi passi alla guida a quattro anni, nel kartodromo di Arzignano dimostrando da subito precocità ed una certa predisposizione per le quattro ruote. All'interno del piccolo impianto Vicentino, partecipa alle prime gare sociali in categoria mini, vincendo ripetutamente.

### Rotax Max Italia (2015-2023)

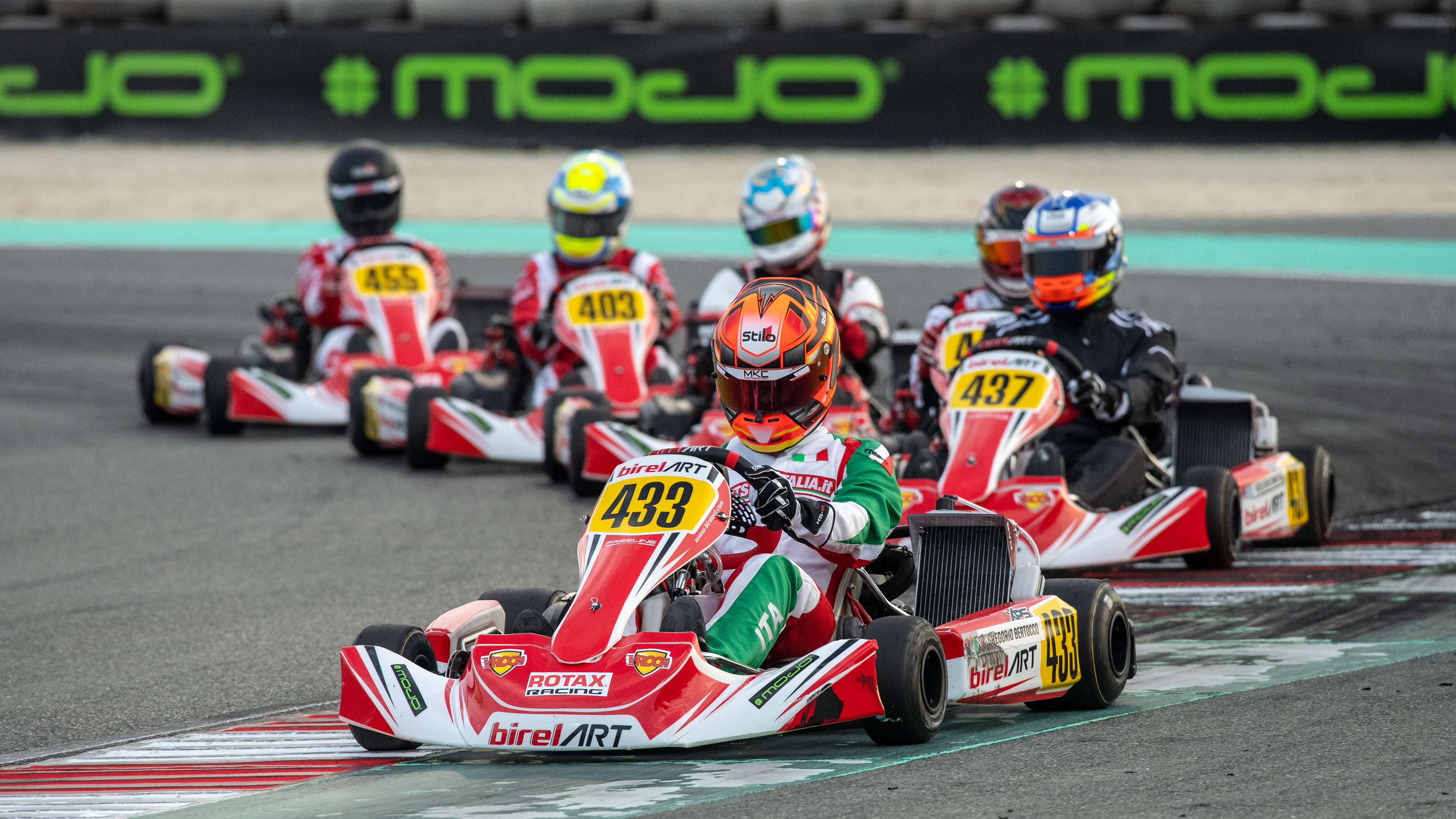
Gregorio Bertocco durante le finali mondiali in Bahrain nel 2021.

#### Gli anni in Mini (2015-2017)
L'esordio agonistico avviene nel 2015 in categoria Mini nel campionato italiano Rotax. Nell'anno d'esordio vince il campionato e si ripete nel 2017 dopo un 2016 finito in seconda posizione. Nel 2017 partecipa anche per la prima volta alle finali mondiali come rappresentante del team Italia all'Autódromo Internacional do Algarve.

#### Gli anni in Junior (2018-2019)
Il 2018 vede il passaggio in categoria Junior con la vittoria del campionato nel 2019 e un'ulteriore partecipazione alle finali mondiali nel circuito internazionale di Sarno.

#### Gli anni in DD2 (2020-2023)
Il 2020 porta precocemente (all'età di 15 anni) Gregorio nella massima categoria, la DD2. Da pilota più giovane della griglia riesce ad affermarsi, nel 2022 come campione Italiano per la quarta volta e a partecipare alle finali mondiali al Bahrain International Circuit per tre volte (2021-22-23). In questo periodo partecipa anche a numerose tappe del campionato europeo Rotax ottenendo importanti risultati come un sesto piazzamento all'International Trophy tenutosi a Le Mans nel 2022.

### Ligier European Series (2024 -)

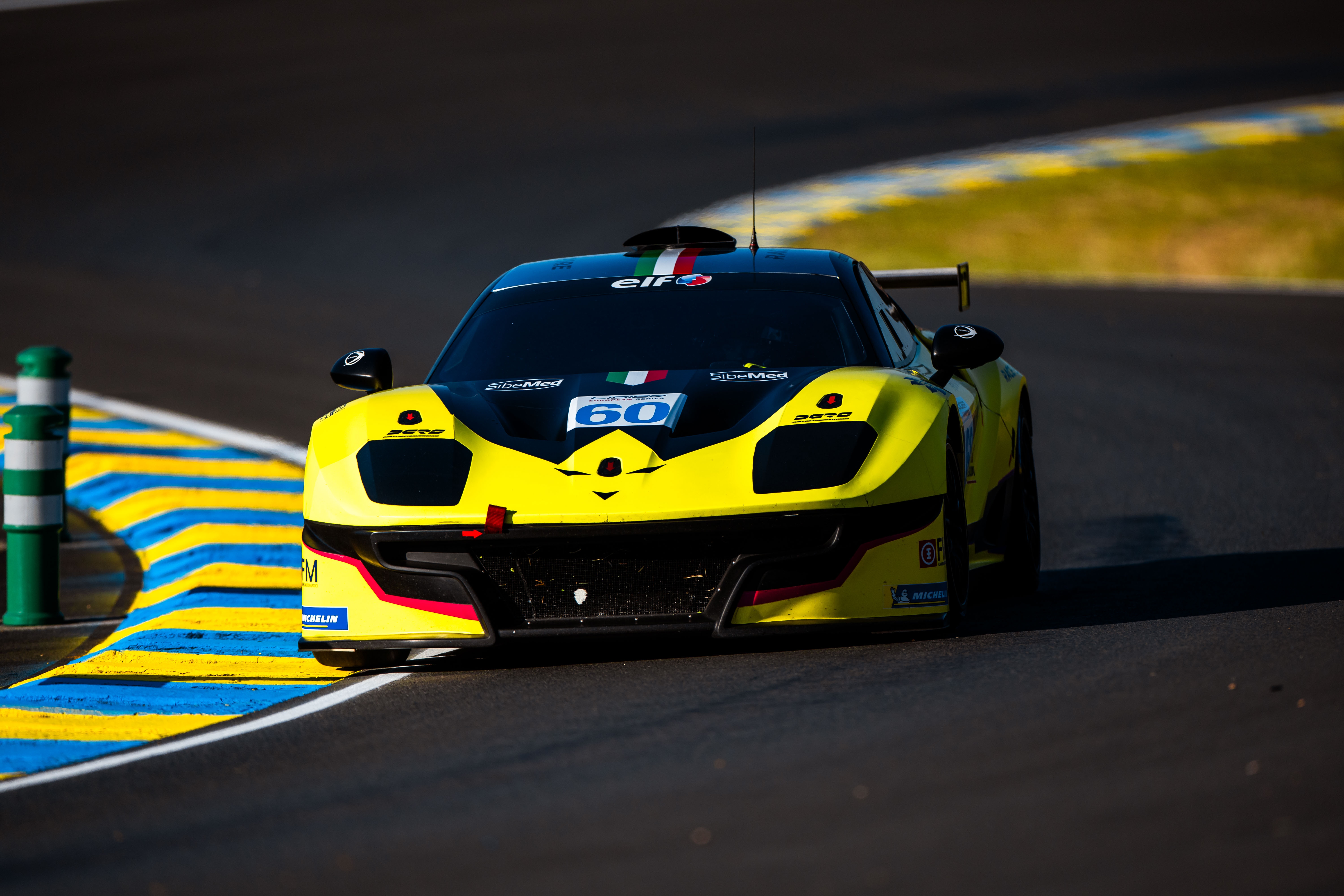
Gregorio Bertocco a bordo della Ligier JS2R nella terza tappa del campionato presso il Circuit des 24 Heures du Mans.

Il 2024, a 18 anni appena compiuti, vede il giovane pilota vicentino partecipare per la prima volta nelle competizioni automobilistiche. 
Il campionato prescelto è quello della Ligier European Series, che affianca il famoso European Le Mans Series in sei tappe europee. Gregorio condivide il sedile assieme al suo compagno di squadra Matteo Pianezzola per il team Iron Lynx supportati dall'ex pilota Luca Riccitelli. Risultati di rilievo risultano quelli al Circuito Paul Ricard terminato con una pole position ed un quarto posto.e la tappa di casa all'Autodromo internazionale del Mugello conclusasi con un primo posto.
Il 2025 vede il passaggio di Gregorio nella categoria JsP4, sempre con Iron Lynx a fianco del compagno Matteo . Nella prima tappa del campionato, il duo esordisce con un terzo posto al Circuito di Barcellona-Catalogna.
1. ↑  (EN) Le Castellet Heat 2 -, su ligiereuropeanseries.com. URL consultato il 21 luglio 2024.
2. ↑  (EN) ligiereuay2019, Mugello Heat, Race 1: RLR MSport and Iron Lynx by LRMotorsport victorious -, su ligiereuropeanseries.com, 28 settembre 2024. URL consultato il 9 maggio 2025.
3. ↑  (EN) ligiereuay2019, Barcelona Heat, Race 1: Victory for ANS Motorsport in JS P4 and a one-two for VSF Sports in JS2 R -, su ligiereuropeanseries.com, 5 aprile 2025. URL consultato il 9 maggio 2025.